# (400432) 2008 CN214
(400432) 2008 CN214 es un asteroide perteneciente al cinturón de asteroides, región del sistema solar que se encuentra entre las órbitas de Marte y Júpiter, descubierto el 11 de febrero de 2008 por el equipo del Spacewatch desde el Observatorio Nacional de Kitt Peak, Arizona, Estados Unidos.

## Designación y nombre
Designado provisionalmente como 2008 CN214. 

## Características orbitales
2008 CN214 está situado a una distancia media del Sol de 2,750 ua, pudiendo alejarse hasta 2,811 ua y acercarse hasta 2,689 ua. Su excentricidad es 0,022 y la inclinación orbital 12,47 grados. Emplea 1666,20 días en completar una órbita alrededor del Sol.

## Características físicas
La magnitud absoluta de 2008 CN214 es 16,7. 